# (4654) Горькавый
(4654) Горькавый (лат. Gorʹkavyj) — типичный астероид главного пояса, открыт 11 сентября 1977 года советским астрономом Николаем Черных в Крымской астрофизической обсерватории и 3 мая 1996 года назван в честь астронома Николая Горькавого.

## Обнаружение и именование
(4654) Горькавый
Открыт 11 сентября 1977 года в Научном Н. С. Черных.
Назван в честь сотрудника Крымской астрофизической обсерватории, небесного механика и космогониста Николая Николаевича Горькавого (р. 1959). Он построил единую модель формирования спутниковых систем Юпитера, Сатурна и Нептуна и предложил объяснение происхождения ретроградных спутников планет-гигантов и особенностей колец Нептуна.
Оригинальный текст (англ.)4654 Gorʹkavyj
Discovered 1977-09-11 by Chernykh, N. S. at Nauchnyj.
Named in honor of Nikolaj Nikolaevich Gorʹkavyj (b. 1959), staff member of the Crimean Astrophysical Observatory, celestial mechanician and cosmogonist. He has constructed a single model for the formation of the satellite systems of Jupiter, Saturn and Neptune and has offered an explanation for the origin of the retrograde satellites of the giant planets and the features of Neptuneʹs rings.
Источники: DISCOVERY.DB; M.P.C. 27127.

## Физические характеристики
Астероид относится к таксономическому классу S.
По результатам наблюдений системы телескопов панорамного обзора и быстрого реагирования Pan-STARRS абсолютная звёздная величина астероида оценивалась равной 14,77±0,35m.